# Rhinolophus landeri
Rhinolophus landeri là một loài động vật có vú trong họ Dơi lá mũi, bộ Dơi. Loài này được Martin mô tả năm 1837.